# ヤマウツボ
ヤマウツボ（山靫、学名：Lathraea japonica ）は、ハマウツボ科ヤマウツボ属の多年草。葉緑素を欠く寄生植物。
従来の新エングラー体系、クロンキスト体系では、ゴマノハグサ目ゴマノハグサ科に含められた。

## 特徴
樹木の根に寄生する寄生植物。全体に白色で、やや褐紫色を帯びる。地下茎から伸びる多数の根が寄主の根にからみつき、寄主の根の表面を壊して中に入り込んで養分を吸収する。地下茎は枝分かれして地中をはい、白い多肉質の鱗片状の葉でおおわれる。葉は下部から上部にいくにしたがって大きくなり、心形で先端は円く、長さ5-10mmになる。春に地上に高さ13-30cmになる太い花茎が直立する。花茎には毛が散生するか毛は無い。
花期は5-7月。地上の花茎に穂のような総状花序をつけ、多数の花をつける。花の基部に膜質で先がとがった狭卵形の苞葉がある。萼は鐘形で4裂し、裂片は3角状卵形で先はとがる。萼には腺毛が散生し、花時の大きさは長さ6mm、果時には長さ10mmになる。花柄は短く、花冠はやや赤紫色を帯びた白色で、長さ約12mmの唇形になり、上唇は2裂し、下唇は上唇の半分以下の長さで3裂する。雄蕊は4個あり、下側2本がやや長い。子房は2室あり、細長い花柱が1本ある。果実は萼に包まれ、長さ5mm、幅3mmになる倒卵形の蒴果で、先はとがる。熟すと2裂し、1-2個の種子を出す。
和名ヤマウツボの由来は、花穂が矢を入れる靫（うつぼ）に似ており、また、似たハマウツボに比べ山に生えることによる。

## 分布と生育環境
日本では、本州（関東地方以西とされることが多い）、四国、九州に分布し、低山のやや湿り気のある落葉樹林中に生育する。ブナ科、カバノキ科、ヤナギ科などの植物の根に寄生する。国外では、朝鮮の鬱陵島に分布する。

## ギャラリー
- 花茎が直立し多数の花が総状につく。
- 苞葉、短い花柄、毛のある萼片、細長い花柱。
- 若い果実。
- 地下茎の鱗片葉。

## 下位分類
- ケヤマウツボ Lathraea japonica Miq. var. miqueliana (Franch. et Sav.) Ohwi - 写真のものはケヤマウツボであるが、基本種のヤマウツボと区別しないとの見方がある[8][9]。
- シロケヤマウツボ Lathraea japonica Miq. var. miqueliana (Franch. et Sav.) Ohwi f. alba Hid.Takah. et Katsuy.[10]